# Ljetna univerzijada 1995.
XVIII. Ljetna univerzijada održana je u japanskom gradu Fukuoki od 23. kolovoza do 3. rujna 1995. godine.
Najviše su odličja osvojile SAD (24 zlata, 27 srebara, 18 bronci; ukupno 69 odličja), dok je domaćin Japan na drugom mjestu sa 64 odličja (24 zlata, 16 srebara i 24 bronce). Hrvatska je na 27. mjestu s jednim i to zlatnim odličjem. To je prvo odličje za samostalnu Hrvatsku u povijesti Univerzijade.

## Športovi
- atletika
- bejzbol
- košarka
- mačevanje
- plivanje
- nogomet
- ronjenje
- skokovi u vodu
- vaterpolo
- športska gimnastika
- tenis
- odbojka